# Sporobolus hajrae
Sporobolus hajrae là một loài thực vật có hoa trong họ Hòa thảo. Loài này được P.Umam. & P.Daniel miêu tả khoa học đầu tiên năm 1998.